# Конюга-крошка
Конюга-крошка (лат. Aethia pusilla) — самый малый вид из семейства чистиковых (Alcidae). С численностью более чем 9 миллионов особей он является наиболее распространённой морской птицей на тихоокеанском побережье Северной Америки. Ареалами гнездования конюги-крошки служат островах у побережья Сибири и Северной Америки. Зиму они проводят у рубежей арктической зоны льдов.

## Описание
Конюги-крошки питаются преимущественно головоногими. Как и все чистиковые, они умеют хорошо нырять, употребляя крылья в качестве вёсел. Конюги-крошки — очень успешные охотники и количество еды, которые они ежедневно принимают, составляет около 86% от их общего веса.
Этот вид живёт очень общественно в многотысячных колониях на скалистых и каменистых отрезках побережья. Колонии бывают часто смешанные другими представителями семейства чистиковых, что лучше защищает конюг-крошек от хищников. Однако иногда они испытывают неудобства из-за того, что их вытесняют большие конюги. Самка откладывает по одному яйцу, которое насиживает на протяжении месяца. В насиживании и снабжении птенца едой самец и самка часто сменяют друг друга. После появления оперенья птенцы сразу начинают плавать и нырять, добывая пропитание самостоятельно.
Конюги-крошки чувствительно реагируют на загрязнение окружающей среды нефтяной промышленностью, а также на завезённые человеком в ареалы гнездования виды животных. Завезённый на Алеутские острова песец прогнал конюг-крошек со многих из них. Большую проблему для конюг-крошек составляют и крысы.